# 前田山英五郎
前田山 英五郎（まえだやま えいごろう、1914年5月4日 - 1971年8月17日）は、愛媛県西宇和郡喜須来村（現：愛媛県八幡浜市）出身で高砂部屋に所属した大相撲力士。第39代横綱。本名は萩森 金松（はぎもり かねまつ）。

## 来歴

### 粗暴の力士、右腕切断の危機
1914年5月4日に愛媛県西宇和郡喜須来村で生まれる。喜須木尋常高等小学校を卒業後、1928年に高砂一行が高知市へ巡業に来た際、体格の良い金松少年がいるのを見つけた高砂が自ら勧誘した。当時の金松少年は相撲に対して興味を示さなかったが徐々に気持ちが傾き、大工だった兄を頼って上京してその日の夜に高砂部屋へ入門、1929年1月場所で初土俵を踏んだ。金松は入門に関して自惚れのようなものがあり、自分より体の小さい力士がおり、それには勝てるだろうなどと思っていた。入門当時の四股名は、地元にちなんだ「喜木山」で、のちに佐田岬と改名する。しかし、入門当初から粗暴な性格だったことが災いし、関取に昇進した際には誰一人として化粧廻しを贈る者がいなかった。後年の文献によると、若手時代は酒に酔って騒動を起こしては脱走を繰り返したといい、その粗暴さから高砂が三度も破門を言い渡したとされており、その度に小学校の恩師を始めとする周囲の人物が帰参に奔走したという。
1934年のある日、鯱ノ里一郎との稽古中に筋肉炎から右腕を負傷する。その傷口から細菌の感染によって悪性の骨髄炎に罹ったため、右腕切断を検討する程の重症となった。前田和三郎（慶應義塾大学教授）の数度にわたる懸命の手術で奇跡的に回復すると、これに恩義を感じて四股名を「前田山」へ改めた。手術の後遺症も無いまま、1937年1月場所で新入幕を果たすと、1938年1月場所では小結で11勝2敗の好成績を挙げた。当時の大関は鏡岩善四郎ただ一人で、その鏡岩もすでに36歳でこの場所が5勝8敗と不調だった事情も手伝って、関脇を飛び越えて大関に昇進した。

### 9年間の大関時代

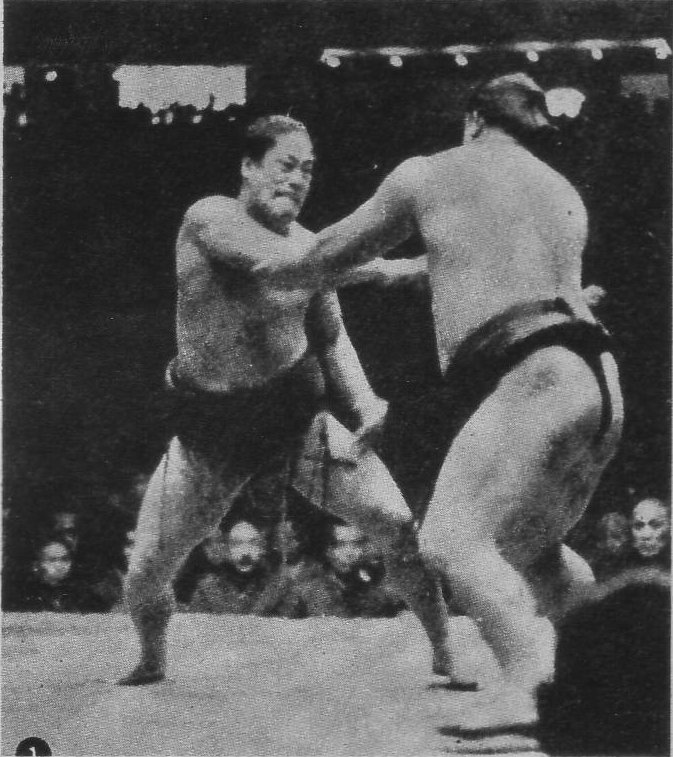
1941年春場所に双葉山を破る

昇進後しばらくは大関として可も不可もなしという成績が続き、下から急成長して来た羽黒山政司・安藝ノ海節男・照國萬藏らに横綱を先取りされ、彼らの後塵を拝することが多くなった。それでも、1941年1月場所では、羽黒山・双葉山を相次いで張り手戦法で黒星を付けて存在感を示し、「前田山の張り手旋風」と呼ばれた。13日目の双葉山戦ではここまで双葉山に6連敗中であった中、左右から強烈に張りまくり、組み止められながらも力で応戦。最後はうっちゃり気味に吊り出した。双葉山と羽黒山はともに前田山に敗れただけの14勝1敗で、番付上位者優勝制度によって双葉山が優勝、羽黒山が優勝同点だった。この場所は他に名寄岩静男・旭川幸之焏にも勝利し、対戦のあった立浪部屋の関取全員に黒星を付けている。双葉山とはこれ以前にも1939年5月場所で、同体取り直しからさらに水入りになる大相撲を取っている。
1942年に高砂が廃業すると、二枚鑑札によって年寄・高砂を継承する。この継承は意外性を以って受け止められたが、後に弟子育成で手腕を発揮したことを考えると先代高砂には先見の明があったということになる。1944年11月場所には9勝1敗で初優勝を遂げ、前場所も8勝2敗の星を残していることから横綱に推挙されてもおかしくなかったが、太平洋戦争の戦火が激しくなり、横綱どころではない状況で話題にすらのぼらなかった。こうした境遇もあってか、前田山は実に大関を9年・18場所の長期に渡って務めている。その最中は概ねの流れとして優勝争いにも加われなかった。なかなか優勝できず、横綱昇進どころか関脇陥落の危機まで聞こえるようになった1947年6月場所では、初めて行われた優勝決定戦に進出し、決勝で羽黒山に敗れて優勝同点に終わるも、戦後初の横綱昇進が決定的になる。この時点で前田山は現役19年目、悲願の横綱昇進だった。

### クビになった横綱
1948年に吉田司家から横綱免許が授与されたが、前田山の性格から前代未聞となる但し書き付き（「粗暴の振る舞いこれありし、時には自責仕る可く候」とのこと。意訳すれば「粗暴行為があった場合は横綱免許を取り消す」という意味）の免許状だった。横綱昇進後は休場が多くなり、横綱在位3場所目で2回以上の休場は昭和以降2人目という不名誉記録を作っている。1949年10月場所（当時の秋場所は大阪での開催だった）は初日の力道山戦に勝利しただけで5連敗を喫し、大腸炎を理由に休場・帰京した。
しかし、同年10月15日の夕方に協会へ休場届を提出して病院に戻ると思われた矢先、後楽園球場へ出向いてフランク・オドールと握手したほか、そのままサンフランシスコ・シールズと読売ジャイアンツの試合を観戦した。この時の写真が新聞に大々的に取り上げられ、ただの横綱ではなく二枚鑑札として師匠を兼ねる立場であったため、職権乱用の末の不祥事に非難が殺到、急遽帰阪した前田山は14日目以降の横綱土俵入りと千秋楽の取組の出場を希望したが全て却下され、さらに引退勧告を出されてそのまま現役を引退した（シールズ事件）。部屋の力士たちと草野球チームまで作るほどの野球好きが、結果的に仇となってしまった。
なお横綱在位6場所は、昭和以降に昇進した力士としては歴代1位の短命横綱だった。「クビになった横綱」として世間から嘲笑されたことから廃業して帰郷することを思い立つが、妻から「あなたがやることは弟子を育成すること、それが仕事でしょ。それができないなら死んでしまえ」と叱咤され、高砂部屋の親方として後進の指導にあたる。

### 引退後

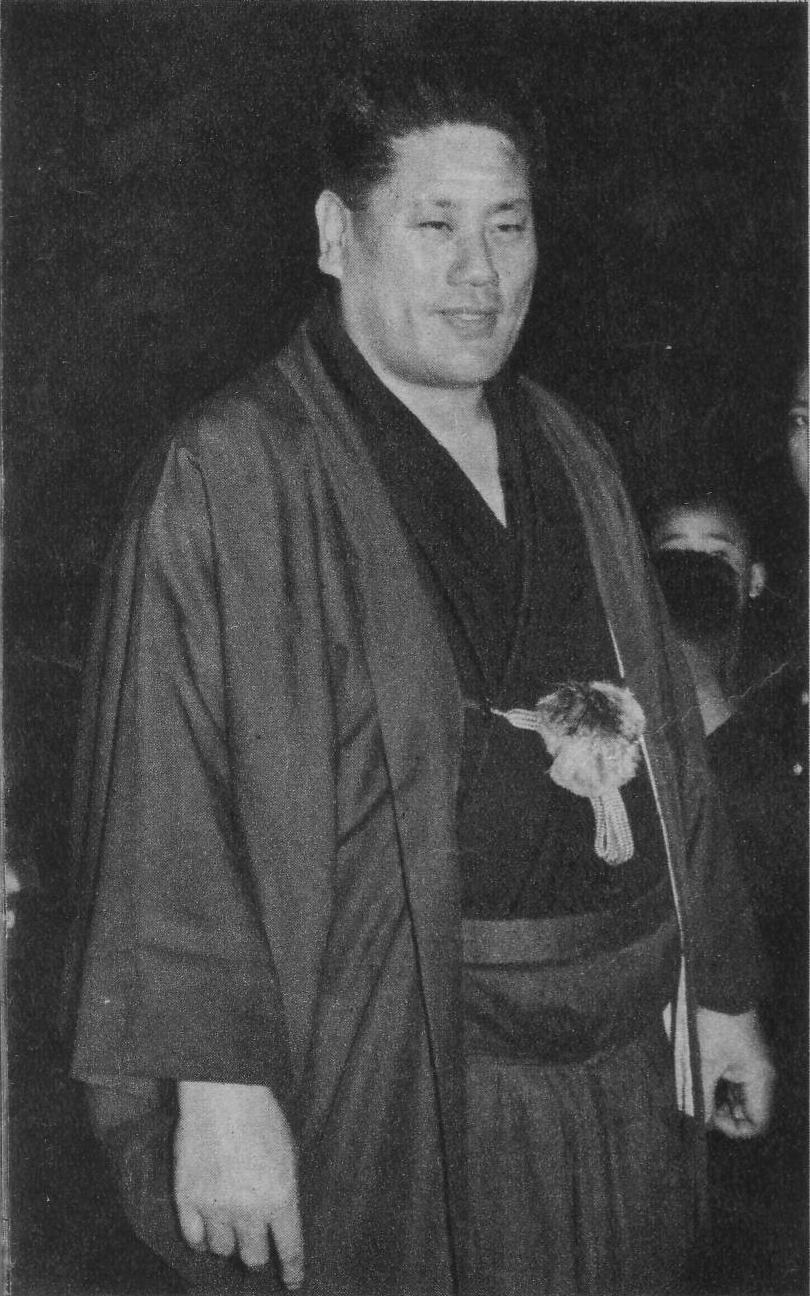
高砂親方時代（1956年3月）

1951年には藤田山忠義・大ノ海久光・八方山主計を連れてアメリカ合衆国を巡業し、積極的に海外へ相撲を紹介した。当時としてはアメリカ巡業は前例がなかったが、当時の前田山の気性の激しさやGHQの仲介が影響して実現に至った。1959年には大阪場所に強く「大阪太郎」の異名を取った朝潮太郎 (3代)を横綱に昇進させたほか、前の山太郎を大関へ育てるなど弟子の育成手腕は高く、高砂部屋所属の力士が幕内で最多人数を数えたこともあった。特に朝潮は当初密入国者であり米の配給など受けられなかったため、前田山は両国駅の改札口に立って闇屋を捕まえて闇米を買って朝潮に食べさせたという。朝潮に限らず、前田山の下には奄美大島からの入門者が多かった模様。1964年には、のちに外国人力士初の関取となる高見山大五郎を入門させた。取り分け海外への相撲普及が実績として目立ち、愛称「国際部長」は高砂固有の役職名として公式記録に後年まで残っている。
1967年には一門の総帥として、出羽海一門を破門された九重を受け入れた。
1971年8月17日、肝臓癌で死去。57歳没。翌1972年7月場所において愛弟子の高見山が平幕優勝を果たし、前田山未亡人ならびに恩人の前田和三郎がこの快挙を見届けた。
墓所は横浜市鶴見区の總持寺。

## 人物
張り手を交えた猛烈な突っ張りで戦中‐戦後の多難な時期を強豪大関として支え、その功労に報いられる形で横綱を免許されたが、いわゆる「シールズ事件」で晩節を汚した横綱としてのイメージ、あるいは高見山大五郎の師匠としての「大相撲の国際化の先鞭をつけた親方」のイメージが強い。張り手だけでなく、腰を高く上げた見るからに攻撃的な仕切りや、うっちゃり気味に体をもたれかけながらの吊りなど、殺気漲る取り口は特徴的であった。持久力に欠けていたのか戦前の15日興行の時期には綱取りレベルの成績を残せなかったが、太平洋戦争が激化して興行日数が短縮された影響からか1944年11月場所には本来横綱昇進も妥当である成績（先述）を残した。
横綱在位6場所は、横綱在位場所数として昭和以降では最短のワースト1位、皆勤は僅か2場所、横綱として1場所の最高成績も9勝6敗が最高だったほか、横綱通算勝率が5割未満、というのも前田山だけである。昭和以降の横綱としては横綱同士対決未勝利（0勝4敗）の記録も残っている。「弱い横綱」のイメージを残して引退することになったが、力士としては現役21年の長命を保ったため、横綱にならず名大関として終わっていた方が良かったと評価されることが多い。
現役時代の闘志あふれる姿と、引退後親方としても反主流で押し通し、外人力士を育て上げるといったその人生は「アウトサイダーに徹した男の生涯」とも称されている。
若い頃は粗暴さで知られていたが、晩年は「角をもがれた鬼」と形容されるほど温和であった。

## エピソード

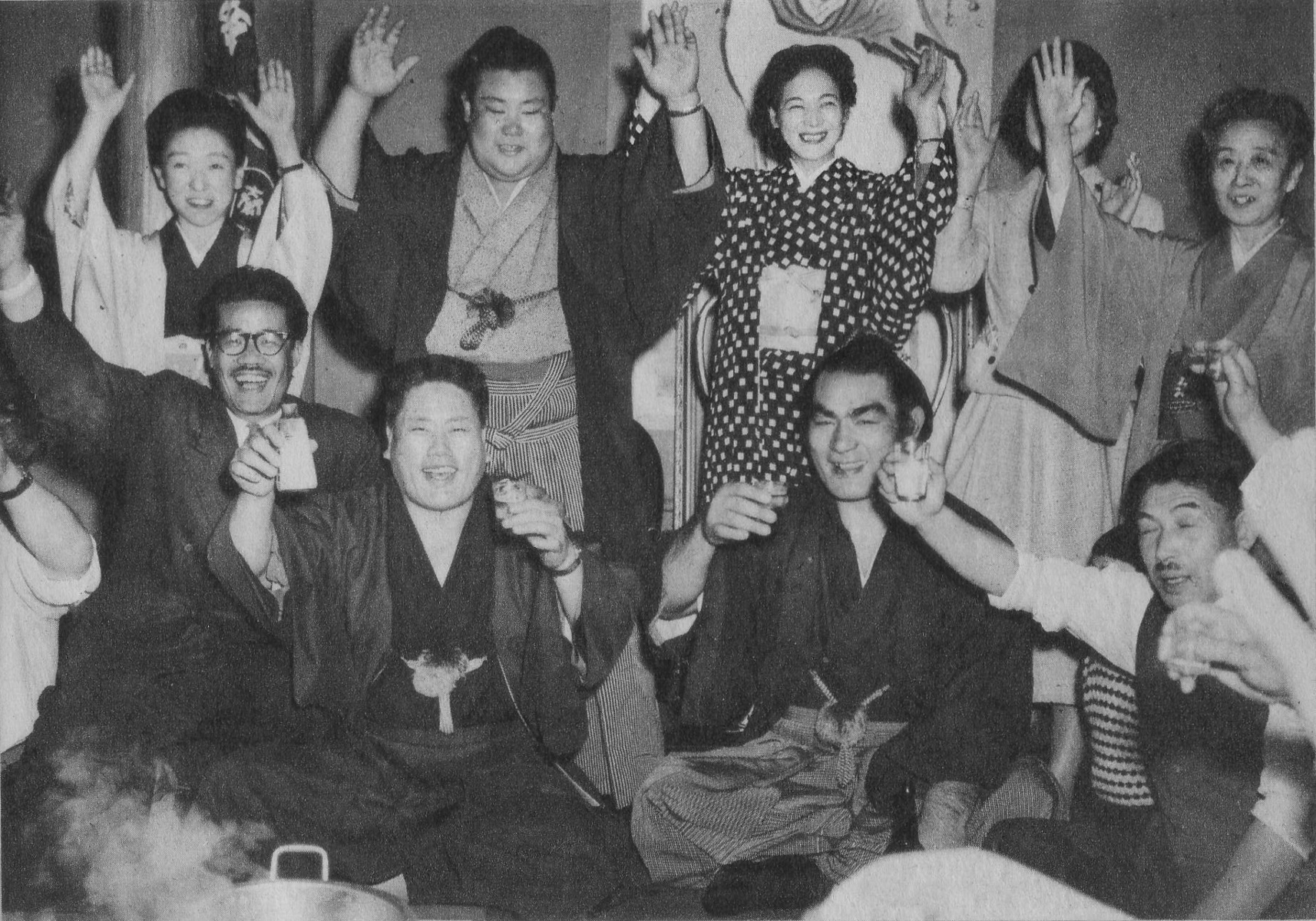
1956年春場所で初優勝の朝汐らとともに祝杯を挙げる

- 入門前、金松少年は養子縁組のために渡米する予定であったが、当初はパスポートの発給条件が厳しかったため不首尾に終わった。しかし相撲取りになってから1週間程度するといとも簡単に手に入った。親は「なに、ものの1週間か10日もしたら、あれも辛抱ができないで帰って来るから、そのときでいいんじゃないか」と言っていたという。養子に行こうとした先の家族は終戦後アメリカから引き揚げたが、引き揚げたその様子が惨めであったため「僕は行かないで良かったと思った」と3代朝潮の横綱昇進直後に行われた志村正順との対談で振り返っている[3]。
- 3代朝潮の横綱昇進に際して、一時期朝潮供次郎を名乗っていた男女ノ川を3代目と呼び、3代朝潮のことを4代目と呼んでいた。4代高砂は、上背や腹回りは男女ノ川の方が大きかったが体の軟らかさや素早さは3代朝潮の方が上回っていたと評している[3]。
- 巡業中のある日、力道山と些細なことから喧嘩になり、前田山が張り手一発で失神させたと伝わる。事の真偽は不明だが、古くは福の花孝一が北の富士勝昭を、20世紀末では旭道山和泰が久島海啓太を、21世紀では日馬富士公平が稀勢の里寛をそれぞれ本場所の取組中に張り手で失神させたことがあるので、あながち不可能な話ではない[2]。
  - 一説には、力道山が自身の陰口を叩いたことを前田山が知って騒ぎになったという。しかしそれ以来、前田山は力道山を気に入り、力道山の刺殺事件があった当日まで飲み仲間として交流したと伝わる[2]。
- 力道山の妻であった百田敬子（現・田中敬子）によると、力道山は高砂親方に対して猪木寛至（後のアントニオ猪木）の大相撲入門を頼んだ。体作りとして2年間相撲部屋に預けてからプロレス界に戻す計画を力道山は立てていた。実際刺殺事件当日にも前田山は力道山の自宅を訪れ、その件に関し猪木も交え打ち合わせを行っている[14]。
- 戦前、張り手旋風が巻き起こったときに羽黒山政司を張り手で倒したが、怒った羽黒山が「あれは相撲ではなく喧嘩だ」と発言したが、双葉山は「張り手も相撲の手」と発言した。前田山の張り手があまりにも強烈だったことから「張り手」を相撲の技として認めるかの是非論争まで起こした[5][注 9]。その後長らく大関で停滞していたのはこの是非論争の影響を受けて張り手をあまり繰り出さなくなったためである[8]。
- 照國萬藏が全くの苦手（通算で1勝10敗）で、関脇時代の照國に1度勝って以降は7連敗したまま引退となった。他には増位山大志郎も苦手で2勝6敗、不戦敗も含めると4連敗もあった。
- 現役末期の頃、親しい力士や行司の幾人かに「ある重大な決意」を打ち明けていたという。全力士を招集して何かの発表を行おうとしたその前日に、相撲協会の知るところとなり挫折、以後協会からは要注意人物とされた。シールズ事件での厳罰はこの経緯も背景にあったともいう[15]。
- シールズ事件で引退後、本人は「たまたま後楽園の前で知人と待ち合わせてるところに、偶然にも久米正雄が現れて切符をもらった」と語っている。また、松木謙治郎や景浦將らとも親交が深かった。東京場所に際しての興行日程の調整交渉を、相撲協会代表として日本野球連盟と行ってもいた。事件から約60年後に曾孫弟子の朝青龍明徳が、巡業の休場届を出しながらモンゴルに帰国してサッカーに参加して問題になった際には、前田山のシールズ事件も前例として話題に上った。[6][注 10]。
- 大変に新しいもの好きであり、その性格の表れはアメリカ巡業や高見山のスカウトに留まらなかった。前の山は「親方がラスベガスに行ったとき、洋式便所を見て「これはケガ人にいい」と買って帰ってきた。だから、高見山が来る前から部屋には、まだどこにも無かった洋式便所がついていた」と証言した。日本に慣れる前の高見山もこれに大助かりだったという[16]。大相撲ライターの佐藤祥子の著書によると、ウイスキーの水割りが珍しかった時代、ちゃんこの時間に弟子に作らせて飲んでいたという[17]。
- 反骨心あふれる精神は、相撲界の伝統にも向けられた。女相撲の花形力士として人気であった若緑は戦争の影響で24歳の若さで引退せざるを得なかったが、同時代に活躍し、親交のあった前田山は花道を飾ろうと1957年に彼女の地元である松山の巡業で引退相撲を開き、土俵上で若緑とともに挨拶を行った。若緑は当初「皇后陛下ですら許されないのに、恐れ多い」と女人禁制を理由に固辞したが、前田山は「女人禁制など時代遅れだ。日本の封建時代は今度の戦争で終わったんだ」と重ねて説得して実現にこぎつけた。当日会場は女人禁制が破られたことにざわめきが起こったが、若緑をたたえる掛け声が飛び出すなど、温かい雰囲気の中で引退相撲は行われた。その後も若緑は女人禁制を尊重し二度と土俵には上がらなかったが、そのことを思い返す時は嬉しそうにしていたという[18]。
- 1938年、大関になった頃にレコード『お相撲さんと子供』（ビクター）を出している。子供3人による歌、本人の歌、子供との会話から成るものだった。
- 戦時中のある時、食糧難なのか、部屋での人間関係がこじれたのか、一門外の双葉山相撲道場に身を寄せていた[19]。

## 主な成績

### 通算成績
- 通算成績：305勝153敗50休　勝率.666
- 幕内成績：206勝104敗39休　勝率.665
- 横綱成績：24勝27敗25休　勝率.471（歴代横綱の中で唯一勝率が5割未満、尚且つ勝率は歴代ワースト1位）
- 大関成績：155勝67敗14休　勝率.698
- 現役在位：52場所
- 幕内在位：27場所
- 横綱在位：6場所
- 大関在位：18場所
- 三役在位：1場所（関脇なし、小結1場所）

### 各段優勝
- 幕内最高優勝：1回 (1944年9月場所)

同点:1回
- 十両優勝：1回（1936年5月場所）
- 幕下優勝：1回（1935年5月場所）

### 場所別成績
| 1929年 （昭和4年） | （前相撲）         | （前相撲）         | 東序ノ口15枚目 3–3     | 東序ノ口15枚目 4–2    |
| 1930年 （昭和5年） | 東序二段29枚目 3–3 | 東序二段29枚目 2–4 | 東序二段29枚目 5–1     | 東序二段29枚目 5–1    |
| 1931年 （昭和6年） | 東三段目20枚目 1–5 | 東三段目20枚目 3–3 | 西三段目33枚目 5–1     | 西三段目33枚目 5–1    |
| 1932年 （昭和7年） | 東幕下17枚目 5–3   | 東幕下17枚目 5–5   | 東幕下7枚目 0–0–11     | 東幕下7枚目 7–3–1     |
| 1933年 （昭和8年） | 西幕下14枚目 7–4   | x                  | 西幕下3枚目 7–4        | x                     |
| 1934年 （昭和9年） | 西十両9枚目 0–0–11 | x                  | 東幕下7枚目 0–0–11     | x                     |
| 1935年 （昭和10年） | 西三段目5枚目 5–1  | x                  | 東幕下14枚目 優勝 10–1 | x                     |
| 1936年 （昭和11年） | 東十両12枚目 8–3   | x                  | 西十両4枚目 優勝 10–1  | x                     |
| 1937年 （昭和12年） | 東前頭12枚目 7–4   | x                  | 東前頭5枚目 9–4        | x                     |
| 1938年 （昭和13年） | 東小結 11–2        | x                  | 東大関 8–5             | x                     |
| 1939年 （昭和14年） | 東大関 9–4         | x                  | 東大関 10–5            | x                     |
| 1940年 （昭和15年） | 西大関 10–5        | x                  | 西大関 11–4            | x                     |
| 1941年 （昭和16年） | 東張出大関 12–3    | x                  | 東張出大関 10–5        | x                     |
| 1942年 （昭和17年） | 西大関 2–3–10      | x                  | 東大関 11–4            | x                     |
| 1943年 （昭和18年） | 西大関 11–4        | x                  | 東大関 9–6             | x                     |
| 1944年 （昭和19年） | 西大関 9–6         | x                  | 東大関 8–2             | 西大関 9–1            |
| 1945年 （昭和20年） | x                  | x                  | 東大関 1–2–4           | 東張出大関 5–5        |
| 1946年 （昭和21年） | x                  | x                  | 国技館修理 のため中止  | 東張出大関 11–2       |
| 1947年 （昭和22年） | x                  | x                  | 西大関 9–1             | 西張出横綱 6–5        |
| 1948年 （昭和23年） | x                  | x                  | 東横綱 0–1–10          | 東横綱 3–6–2          |
| 1949年 （昭和24年） | 東張出横綱 5–3–5   | x                  | 西横綱 9–6             | 東張出横綱 引退 1–6–8 |
| 各欄の数字は、「勝ち-負け-休場」を示す。 優勝 引退 休場 十両 幕下 三賞：敢=敢闘賞、殊=殊勲賞、技=技能賞 その他：★=金星 番付階級：幕内 - 十両 - 幕下 - 三段目 - 序二段 - 序ノ口 幕内序列：横綱 - 大関 - 関脇 - 小結 - 前頭（「#数字」は各位内の序列） |                    |                    |                        |                       |

### 幕内対戦成績
| 力士名   | 勝数 | 負数 | 力士名   | 勝数 | 負数 | 力士名   | 勝数 | 負数 | 力士名         | 勝数 | 負数 |
| -------- | ---- | ---- | -------- | ---- | ---- | -------- | ---- | ---- | -------------- | ---- | ---- |
| 愛知山   | 1    | 0    | 青葉山   | 3    | 1    | 安藝ノ海 | 4    | 2    | 旭川           | 3    | 1    |
| 東冨士   | 0*   | 0    | 綾昇     | 2    | 4    | 綾若     | 1    | 0    | 五ツ嶋         | 0    | 4    |
| 大潮     | 3    | 0    | 大起     | 0    | 1    | 大浪     | 3    | 0    | 大ノ海         | 1    | 0    |
| 大八洲   | 1    | 0    | 鏡岩     | 5    | 0    | 鏡里     | 1    | 1    | 笠置山         | 7    | 2    |
| 鹿嶋洋   | 4    | 1    | 柏戸     | 4    | 1    | 桂川     | 3    | 0    | 金湊           | 1    | 1    |
| 神風     | 3    | 6    | 九州山   | 4    | 1    | 清美川   | 2    | 0    | 九ヶ錦         | 3    | 0    |
| 九州錦   | 1    | 0    | 高津山   | 3    | 1    | 琴錦     | 5    | 0    | 小松山         | 3    | 0    |
| 駒ノ里   | 3    | 0    | 佐賀ノ花 | 6    | 5    | 相模川   | 4    | 1    | 櫻錦           | 3    | 1    |
| 佐渡ヶ嶋 | 1    | 0    | 汐ノ海   | 5    | 1    | 神東山   | 1    | 0    | 大邱山         | 3    | 0    |
| 立田野   | 1    | 0    | 楯甲     | 6    | 1    | 玉錦     | 1    | 2    | 玉ノ海         | 5    | 2    |
| 千代ノ山 | 1    | 2    | 鶴ヶ嶺   | 3    | 1    | 照國     | 1    | 10   | 輝昇           | 4    | 0    |
| 出羽錦   | 1    | 1    | 出羽湊   | 5    | 2    | 十勝岩   | 2    | 0    | 栃錦           | 2    | 0    |
| 巴潟     | 2    | 0    | 豊嶋     | 3    | 2    | 名寄岩   | 7    | 6(1) | 羽黒山         | 6    | 7*   |
| 幡瀬川   | 1    | 0    | 盤石     | 2    | 3(1) | 番神山   | 1    | 1    | 肥州山         | 6    | 0    |
| 備州山   | 5    | 1    | 二瀬川   | 3    | 2    | 双葉山   | 1    | 7    | 双見山         | 3    | 0    |
| 不動岩   | 3    | 0    | 増位山   | 2    | 6(1) | 松ノ里   | 3    | 1    | 松浦潟         | 3    | 1    |
| 三根山   | 5    | 3(1) | 緑嶋     | 1    | 0    | 武藏山   | 2(1) | 0    | 陸奥ノ里       | 1    | 0    |
| 八方山   | 0    | 1    | 吉葉山   | 3    | 0    | 力道山   | 2    | 3(3) | 龍王山(竜王山) | 2    | 0    |
| 両國     | 3    | 2    | 和歌嶋   | 2    | 0    | 若瀬川   | 2    | 2    |                |      |      |

- 他に優勝決定戦で東冨士に1勝、羽黒山に1敗がある。

## 改名歴
- 喜木山（よしぎやま）1929年1月場所 - 1930年3月場所
- 佐田岬 英五郎（さだみさき えいごろう）1930年5月場所 - 1934年5月場所
- 前田山 英五郎（まえだやま -）1935年1月場所 - 1949年5月場所
- 前田山 穎五郎（ -えいごろう）1949年10月場所

## 年寄変遷
- 高砂 浦五郎（たかさご うらごろう）1942年1月 - 1971年8月17日